# G8 기후변화 원탁
G8 기후변화 원탁회의(Climate Change Roundtable)는 스위스 다보스에서 열린 2005년도 세계경제포럼에서 결성됐다. 첫 모임은 2005년 7월 6일~8일까지 스코틀랜드 글랜이글스에서 열렸으며 G8 31차 회담과 함께 다뤄졌다.
원탁회의는 당시 영국 총리이던 토니 블레어와 23개의 주요 다국적기업이 협력하여 결성됐으며 효과적으로 전 지구적 행동에 동참하기 위해 출범했다. 장기적인 정책 수립으로 시장경제에 입각한 해결책을 지구온난화 완화에 걸맞게 수립하고 지구온난화 문제를 제기할 명분도 필요했다.
원탁회의는 기술인센티프 프로그램, 미터법 수립을 통한 행동계획(Framework for Action)을 추진했으며 에너지 효율성과 탄소를 비롯한 방출량 거래 적용 물질에 대한 확대 계획 등이 이에 포함된다.
협력관계에 있는 기업으로는 포드, 영국항공, HSBC, BP 등이 있다.
환경론자 진영은 발표한 계획이 실질적인 시간 계획이나 목표치를 설정하지 않고 있다는 사실이 우려된다는 입장을 강력하게 호소하고 있다. 지구의 벗은 원탁회의가 기후변화와 완화를 위한 기업 사회에 경종을 울리는 역할을 하고 있다고 평했다.

## 같이 보기
- 환경 보호
- 천연 자원